# ソ・ガンジュン
ソ・ガンジュン（本名：イ・スンファン、1993年10月12日 - ）は、韓国京畿道軍浦市の俳優。俳優5人で構成されたアイドルグループ5urprise（サプライズ）のメンバー。リードボーカル。

## 来歴
元々モデル志望で、高校時代にモデルエージェンシーに登録していたが、映画が好きだったことがきっかけで演技に興味を持つようになった。アルバイトで稼いだお金で俳優養成所に通い、先生の勧めで芸能事務所Fantagioが主催する新人俳優発掘プロジェクト「アクターズリーグ」のオーディションを受け、2000倍の競争を勝ち抜き、新人俳優で結成されたグループ「5urprise」のメンバーに選ばれる。Fantagio所属となり、副代表が「ソ・ガンジュン」という芸名をつけた。同じ所属事務所の先輩である俳優ハ・ジョンウのマネージャーの名前であり、「マネージャーの名前を芸能人が借りて使えば大当たりする」という俗説によってこの名前をつけることとなった。
2014年、ドラマ『ずる賢いバツイチの恋』で、主人公に思いを寄せる年下男子を演じると、2016年にドラマ『恋はチーズ・イン・ザ・トラップ』で作品のヒットと共にブレイクを果たし、国民の年下彼氏と呼ばれるようになる。同年、アメリカのドラマシーリーズの韓国リメイク版となる『アントラージュ 〜スターの華麗なる人生〜』で単独初主演を果たした。
2020年3月31日、Fantagioとの専属契約が終了し、マネージャーが独立して立ち上げたMAN OF CREATION（M.O.C）に移籍した。
2021年11月、兵役のため陸軍に入隊し、2023年5月22日に除隊した。

## 人物
中学2年生から2年弱マレーシアに留学していた経験があり、基本的な英語は話すことが出来る。
日本の俳優である坂口健太郎に似ていると日韓両国のファンから言われている。

## 出演

### テレビドラマ
- 放課後サプライズ（2013年、webドラマ）
- 怪しい家政婦（2013年、SBS） - チェ・スヒョク 役
- グッド・ドクター（2013年、KBS2）
- ハヌルチェ殺人事件　禁じられた愛〜ハルジェヌの夕暮れ〜（2013年、MBC） - ユナ 役
- ずる賢いバツイチの恋（2014年、MBC） - クク・スンヒョン 役
- 家族なのにどうして（2014年、KBS2） - ユン・ウノ 役
- 華政（2015年、MBC） - ホン・ジュウォン 役
- 恋はチーズ・イン・ザ・トラップ（2016年、tvN） - ペク・イノ 役
- アントラージュ 〜スターの華麗なる人生〜（2016年、tvN） - チャ・ヨンビン 役
- タンタラ～キミを感じてる（2016年、SBS） - イ・サンウォン 役
- キミはロボット（2018年、KBS2） - 主演：ナム・シン/ ナム・シンIII 役 ※2役
- 第3の魅力（2018年、JTBC） - 主演：オン・ジュニョン 役
- ウォッチャー 不正捜査官たちの真実（2019年、OCN） - キム・ヨングン 役
- 天気がよければ会いにゆきます（2020年、JTBC） - イム・ウンソプ 役
- ラブリフレッシュ（2021年、webドラマ）
- グリッド（2022年、Disney+ STAR） - キム・セハ 役

### 映画
- 私の愛、私の花嫁（2014年） - ジュンス 役
- ビューティー・インサイド（2015年） - ウジン 役
- ごめん、愛してる、ありがとう（2015年）
- ハッピーニューイヤー (2022年） - イ・ガン 役

### バラエティー
- ルームメイト（2014年、SBS）
- 私一人で恋愛中（2015年、JTBC）
- ベストカップルリターンズ（2015年、MBC）

### 広告・CM
- ポッキー（2014年）
- グプネチキン withカン・ソラ（2015年）

### イベント
- 第7回Melon Music Awards - 2015年11月7日（MC）[11]